# Velika nagrada Monze 1948
Velika nagrada Monze 1948 je bila dvanajsta dirka za Veliko nagrado v Sezoni Velikih nagrad 1948. Odvijala se je 17. oktobra 1948 na dirkališču Autodromo Nazionale Monza. 

## Rezultati

### Dirka
| Poz | Dirkač              | Moštvo                         | Dirkalnik        | Krogi | Čas/Odstop |
| --- | ------------------- | ------------------------------ | ---------------- | ----- | ---------- |
| 1   | Jean-Pierre Wimille | Alfa Romeo SpA                 | Alfa Romeo 158   | 80    | 2:50:44.4  |
| 2   | Carlo Felice Trossi | Alfa Romeo SpA                 | Alfa Romeo 158   | 80    | + 42.6     |
| 3   | Consalvo Sanesi     | Alfa Romeo SpA                 | Alfa Romeo 158   | 80    | + 1:40.4   |
| 4   | Piero Taruffi       | Alfa Romeo SpA                 | Alfa Romeo 158   | 77    | +3 krogi   |
| 5   | Alberto Ascari      | Scuderia Ambrosiana            | Maserati 4CLT    | 75    | +5 krogov  |
| 6   | Eugene Chaboud      | Ecurie France                  | Talbot-Lago T26C | 72    | +8 krogov  |
| 7   | Clemar Bucci        | Privatnik                      | Maserati 4CL     | 69    | +11 krogov |
| 8   | Cuth Harrison       | ERA Ltd.                       | ERA B            | 67    | +13 krogov |
| 9   | Fred Ashmore        | Privatnik                      | Maserati 4CLT    | 67    | +13 krogov |
| 10  | Nello Pagani        | Scuderia Automovilistica Milan | Maserati 4CL     | 63    | +17 krogov |